# Oscar (fotbalist)
Oscar dos Santos Emboaba Júnior (pronunție în portugheză braziliană [osˈkaʁ duˈsɐ̃tus imboˈabɐ ˈʒũnioɾ]; n. 9 septembrie 1991, Americana, São Paulo, Brazilia), cunoscut ca Oscar, este un fotbalist brazilian, care joacă pe post de mijlocaș la São Paulo în Campeonato Brasileiro⁠(d). Pe plan internațional, are prezențe la națională pentru Brazilia U-20⁠(d), Brazilia și Brazilia U23⁠(d).

## Statistici carieră

### Club
La 27 septembrie 2017..
| Club          | Sezon         | Campionat            | Campionat            | Cupă           | Cupă           | Cupa Ligii          | Cupa Ligii          | Continental | Continental | Altele                                   | Altele                                   | Total            | Total  |       |
| Club          | Sezon         | Meciuri              | Goluri               | Meciuri        | Goluri         | Meciuri             | Goluri              | Meciuri     | Goluri      | Meciuri                                  | Goluri                                   | Meciuri          | Goluri |       |
| ------------- | ------------- | -------------------- | -------------------- | -------------- | -------------- | ------------------- | ------------------- | ----------- | ----------- | ---------------------------------------- | ---------------------------------------- | ---------------- | ------ | ----- |
| Brazilia      | Brazilia      | Brasileirão          | Brasileirão          | Copa do Brasil | Copa do Brasil | Paulista            | Paulista            | Continental | Continental | [[Campionatul Mondial al Cluburilor FIFA | [[Campionatul Mondial al Cluburilor FIFA | Club World Cup]] | Total  | Total |
| São Paulo     | 2009          | 11                   | 0                    | 0              | 0              | 1                   | 0                   | 2           | 0           | —                                        | —                                        | 14               | 0      |       |
| São Paulo     | Total         | 11                   | 0                    | 0              | 0              | 1                   | 0                   | 2           | 0           | —                                        | —                                        | 14               | 0      |       |
| Internacional | 2010          | 5                    | 0                    | 0              | 0              | 0                   | 0                   | 0           | 0           | 1                                        | 0                                        | 6                | 0      |       |
| Internacional | 2011          | 26                   | 10                   | 0              | 0              | 11                  | 0                   | 7           | 3           | —                                        | —                                        | 44               | 13     |       |
| Internacional | 2012          | 5                    | 1                    | 0              | 0              | 9                   | 4                   | 6           | 1           | —                                        | —                                        | 20               | 6      |       |
| Internacional | Total         | 36                   | 11                   | 0              | 0              | 20                  | 4                   | 13          | 4           | 1                                        | 0                                        | 70               | 19     |       |
| Anglia        | Anglia        | Premier League       | Premier League       | FA Cup         | FA Cup         | Football League Cup | Football League Cup | Europe      | Europe      | Altele                                   | Altele                                   | Total            | Total  |       |
| Chelsea       | 2012–13       | 34                   | 4                    | 7              | 2              | 5                   | 0                   | 16          | 6           | 2                                        | 0                                        | 64               | 12     |       |
| Chelsea       | 2013–14       | 33                   | 8                    | 3              | 2              | 0                   | 0                   | 11          | 1           | —                                        | —                                        | 47               | 11     |       |
| Chelsea       | 2014–15       | 28                   | 6                    | 2              | 0              | 4                   | 1                   | 7           | 0           | —                                        | —                                        | 41               | 7      |       |
| Chelsea       | 2015–16       | 27                   | 3                    | 4              | 3              | 1                   | 0                   | 7           | 2           | 1                                        | 0                                        | 40               | 8      |       |
| Chelsea       | 2016–17       | 9                    | 0                    | 0              | 0              | 2                   | 0                   | –           | –           | –                                        | –                                        | 11               | 0      |       |
| Chelsea       | Total         | 131                  | 21                   | 16             | 7              | 12                  | 1                   | 41          | 9           | 3                                        | 0                                        | 203              | 38     |       |
| China         | China         | Chinese Super League | Chinese Super League | Chinese FA Cup | Chinese FA Cup | —                   | —                   | Continental | Continental | Altele                                   | Altele                                   | Total            | Total  |       |
| Shanghai SIPG | 2017          | 18                   | 2                    | 2              | 1              | —                   | —                   | 11          | 3           | —                                        | —                                        | 31               | 6      |       |
| Total carieră | Total carieră | 196                  | 34                   | 18             | 8              | 33                  | 5                   | 67          | 16          | 4                                        | 0                                        | 319              | 63     |       |

1. 1 2  Toate meciuri în Copa Libertadores
2. ↑  un meci în Campionatul Mondial al Cluburilor FIFA
3. ↑  Șase meciuri și 3 goluri în Copa Libertadores, un meci în Recopa Sudamericana
4. ↑  Un meci în Supercupa Europei, 6 meciuri și 5 goluri în Liga Campionilor UEFA, 9 meciuri și un gol în Europa League
5. ↑  Un meci în Supercupa Europei, 10 meciuri și 1 goal in Liga Campionilor UEFA
6. ↑  Toate meciuri în Liga Campionilor UEFA
7. ↑  Meci în FA Community Shield

1Include următoarele competiții:
Recopa Sudamericana: 2011.
Campionatul Mondial al Cluburilor FIFA
 2011, 2012.
Supercupa Europei: 2012, 2013.

### Internațional
La 25 martie 2013.
| Echipa națională | Club                    | Sezon | Meciuri | Goluri |
| ---------------- | ----------------------- | ----- | ------- | ------ |
| Brazilia         | Internacional / Chelsea | 2011  | 2       | 0      |
| Brazilia         | Internacional / Chelsea | 2012  | 10      | 4      |
| Brazilia         | Internacional / Chelsea | 2013  | 14      | 4      |
| Brazilia         | Internacional / Chelsea | Total | 26      | 8      |
| Brazilia U23     | Chelsea                 | 2012  | 5       | 1      |
| Brazilia U23     | Chelsea                 | Total | 5       | 1      |

### Goluri internaționale
| Gol | Data               | Stadion                                       | Oponent       | Scor | Rezultat | Competiție  |
| --- | ------------------ | --------------------------------------------- | ------------- | ---- | -------- | ----------- |
| 1.  | 9 iunie 2012       | MetLife Stadium, New Jersey, SUA              | Argentina     | 2–2  | 3–4      | Meci amical |
| 2.  | 10 septembrie 2012 | Estádio do Arruda, Recife, Brazilia           | China         | 8–0  | 8–0      | Meci amical |
| 3.  | 11 octombrie 2012  | Swedbank Stadion, Malmö, Suedia               | Irak          | 1–0  | 6–0      | Meci amical |
| 4.  | 11 octombrie 2012  | Swedbank Stadion, Malmö, Suedia               | Irak          | 2–0  | 6–0      | Meci amical |
| 5.  | 21 martie 2013     | Stade de Genève, Geneva, Elveția              | Italia        | 2–0  | 2–2      | Meci amical |
| 6.  | 9 iunie 2013       | Arena do Grêmio, Porto Alegre, Brazilia       | Franța        | 1–0  | 3–0      | Meci amical |
| 7.  | 12 octombrie 2013  | Seoul World Cup Stadium, Seoul, Coreea de Sud | Coreea de Sud | 2–0  | 2–0      | Meci amical |
| 8.  | 15 octombrie 2013  | Beijing National Stadium, Beijing, China      | Zambia        | 1–0  | 2–0      | Meci amical |

## Palmares
Internacional
- Campeonato Gaúcho (2): 2011, 2012
- Recopa Sudamericana (1): 2011

Chelsea
- UEFA Europa League (1): 2012–13

Brazilia
- South American Youth Championship: 2011
- FIFA U-20 World Cup: 2011
- Superclásico de las Américas: 2011
- Jocurile Olimpice: Medalie de argint 2012
- Cupa Confederațiilor FIFA: 2013